# Geranomyia ibis
Geranomyia ibis är en tvåvingeart som beskrevs av Alexander 1916. Geranomyia ibis ingår i släktet Geranomyia och familjen småharkrankar. Inga underarter finns listade i Catalogue of Life.